# مكرم عبد الله
مكرم عبد الله (من مواليد 1978) هو مدرب كرة قدم تونسي،

## الفرق

### تونس
- ترجي جرجيس
- اتحاد جرجيس

### السعودية
- نادي العروبة[1][2]
- نادي الشعلة (يناير 2011 –)[3]
- نادي أحد (ديسمبر 2011م –)[4] بدوري الدرجة الأولى السعودي
- نادي نجد
- نادي الفيحاء (أغسطس 2013 – مايو 2014)[5]
- نادي الطائي السعودي (يناير 2017 [6] – 30 ديسمبر 2017[7]) وتأهل معه للدور ال16 من كأس الملك 2017

## انجازات
- صعد بنادي العروبة من دوري الثانية إلى الأولى
- صعد بنادي الفيحاء إلى دوري الأولى 2013 2014